# Famlje
Famlje so naselje v Občini Divača.
Lokalna cerkev je posvečena svetemu Tomažu in pripada župniji Vreme.